# Grammy Latino de Melhor Álbum de Samba/Pagode
O Grammy Latino de Melhor Álbum de Samba/Pagode é uma categoria apresentada no Grammy Latino, um prêmio estabelecido em 2000 e entregue pela Academia Latina da Gravação para as melhores produções da indústria fonográfica latino-americana de determinado ano.
As várias categorias são apresentadas anualmente pela National Academy of Recording Arts and Sciences dos Estados Unidos. O prêmio é entregue ao artista cujo álbum em português apresente vocais ou instrumentais de samba ou pagode com pelo menos 51% de tempo de reprodução de música recém-gravada.
O primeiro prêmio foi conquistado pelo cantor e compositor carioca Zeca Pagodinho pelo seu primeiro álbum ao vivo - Ao vivo. Com outras oito indicações e quatro subsequentes vitórias ao longo dos anos, Pagodinho tornou-se o principal nome da categoria. Por outro lado, o compositor Martinho da Vila é o mais indicada na categoria, totalizando onze indicações que renderam-lhe três vitórias. O cantor Diogo Nogueira, considerado pela crítica como um nome da chamada "nova geração" do samba, possui oito indicações na categoria, o que o posiciona a frente de nomes como Beth Carvalho (que possui apenas uma vitória empatada com o cantor Emílio Santiago em 2012) e Arlindo Cruz (que totaliza quatro indicações sem nenhuma vitória).

## Vencedores e indicados
| Ano            | Artista             | Álbum                                     | Indicados | Ref.           |
| Década de 2000 | Década de 2000      | Década de 2000                            | Década de 2000 | Década de 2000 |
| -------------- | ------------------- | ----------------------------------------- | --- | -------------- |

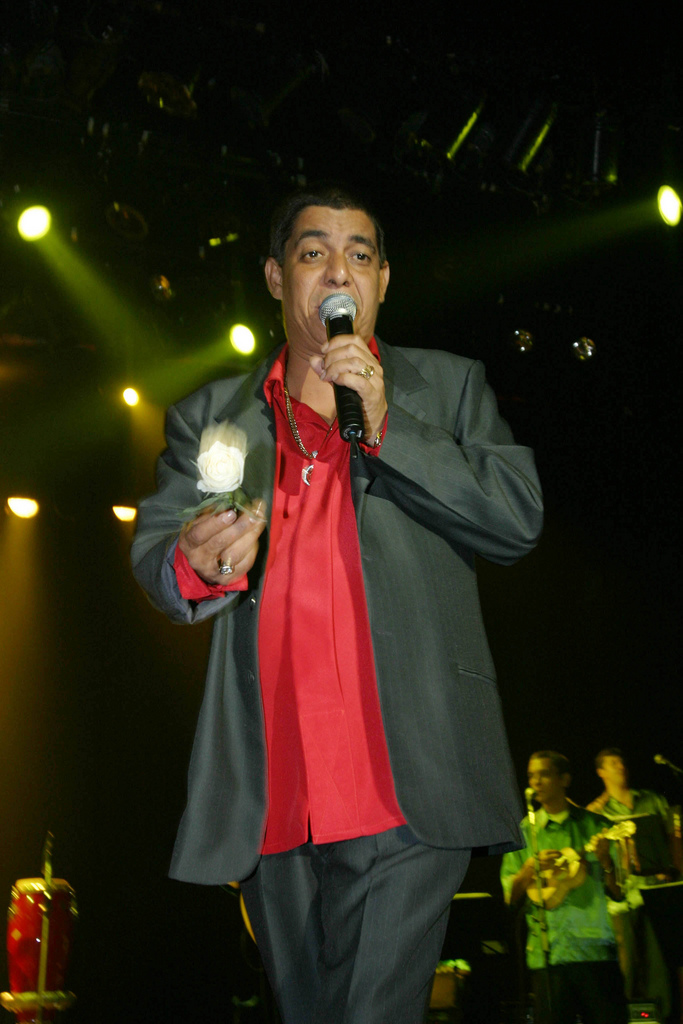
Zeca Pagodinho, o maior vencedor da categoria, com 4 prêmios.

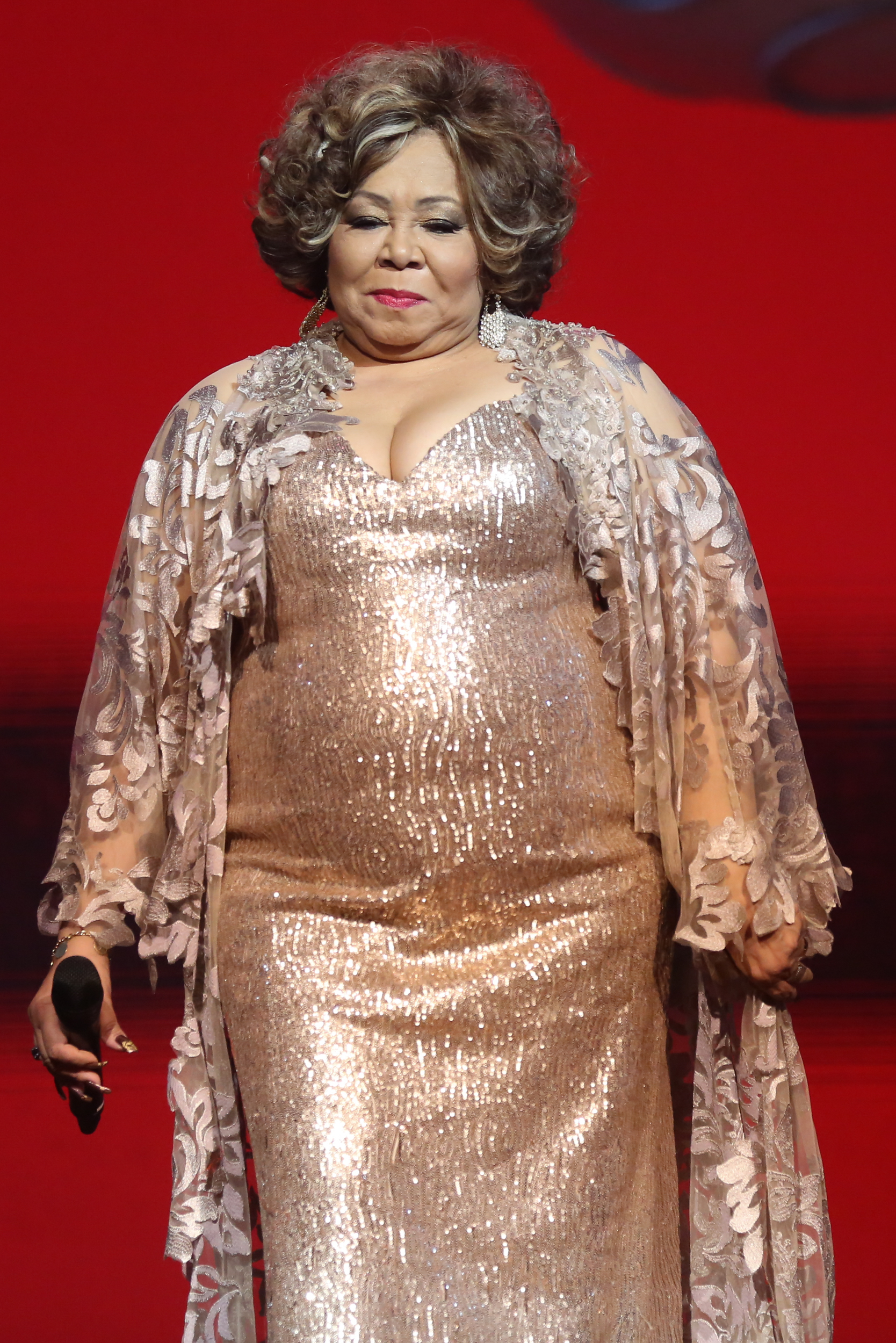
Alcione, vencedora da categoria em 2003 e indicada outras 5 vezes.

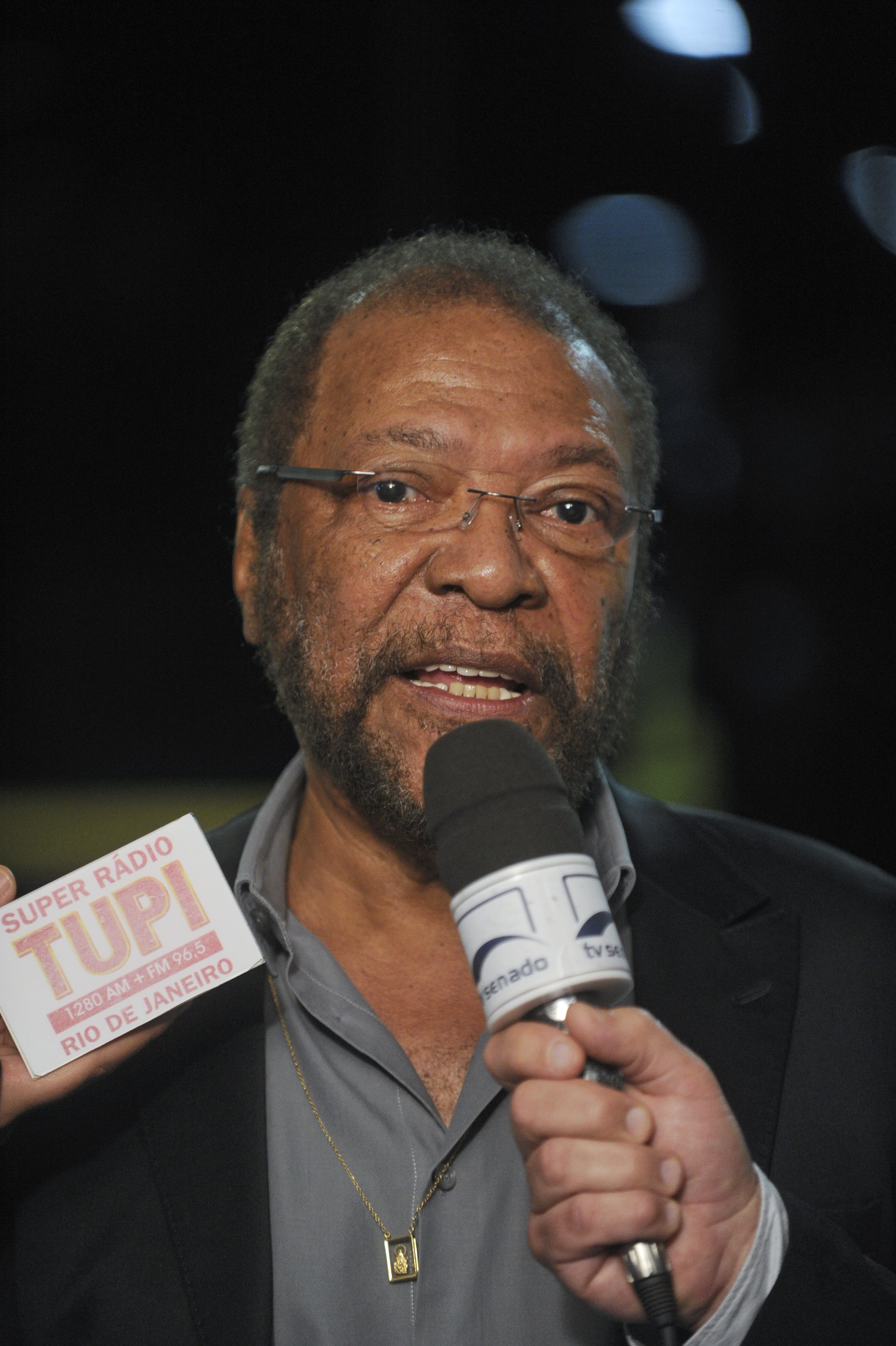
Martinho da Vila, vencedor em 2005, 2009, 2016 e 2023.

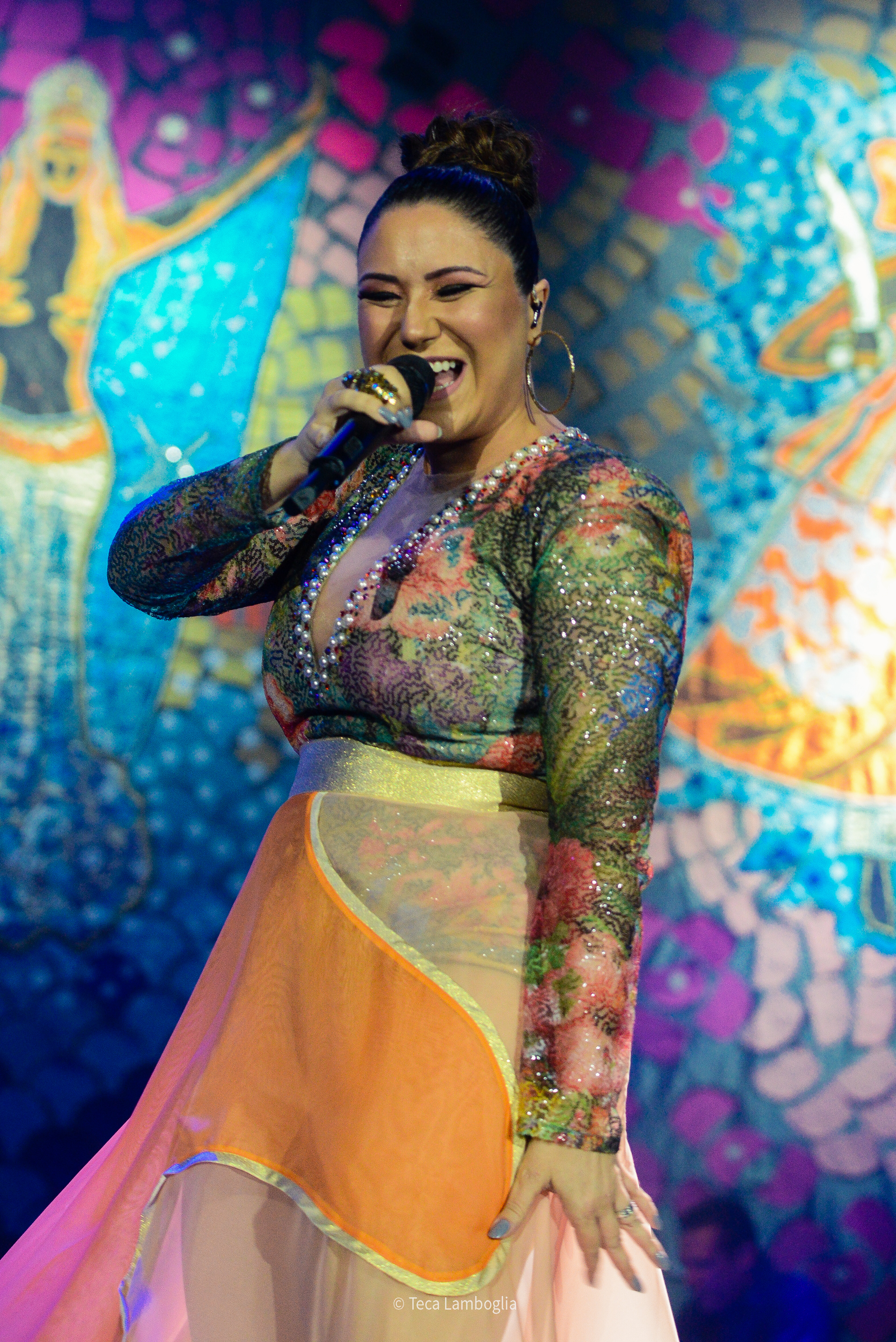
Maria Rita venceu a categoria em 2008, 2014, 2018.

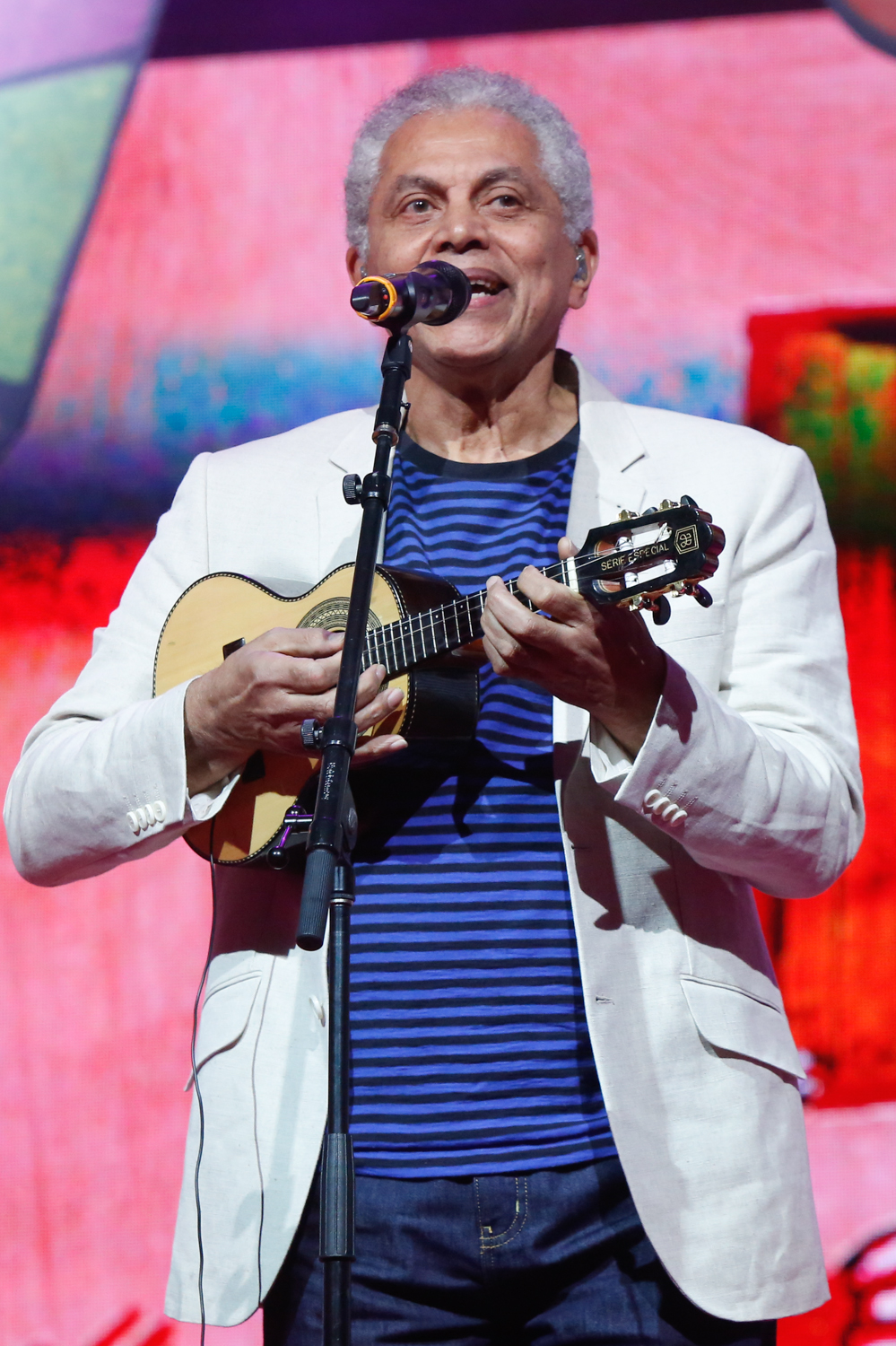
Paulinho da Viola, vencedor em 2008 e 2021.

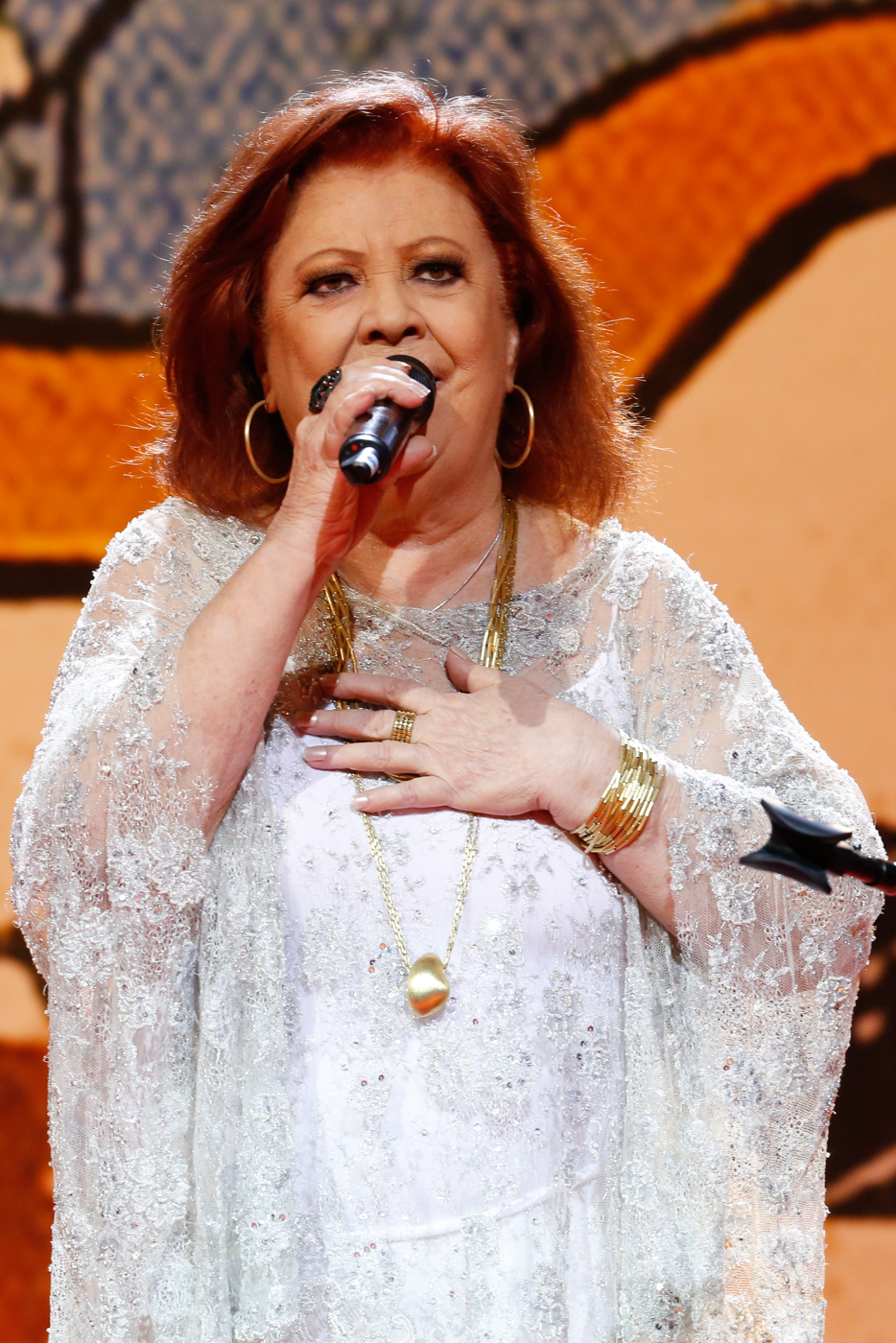
Beth Carvalho, vencedora em 2012.

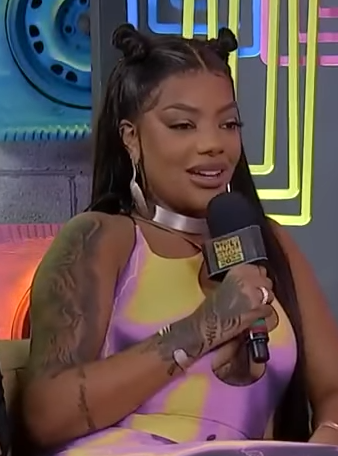
Ludmilla venceu em 2022, sendo a artista mais jovem a ganhar nesta categoria.

| 2000           | Zeca Pagodinho      | Ao Vivo                                   | - Alcione - Claridade - Martinho da Vila - Lusofonia - Velha Guarda da Portela - Tudo Azul - Velha Guarda da Mangueira - Velha Guarda da Mangueira e Convidados                                                                                                 |                |
| 2001           | Zeca Pagodinho      | Água da Minha Sede                        | - Beth Carvalho - Pagode De Mesa 2 - Ao Vivo - Harmonia do Samba - O Rodo - Jair Rodrigues - 500 Anos de Folia - Volume 2 - Vários artistas - Casa de Samba 4                                                                                                   |                |
| 2002           | Zeca Pagodinho      | Deixa a Vida Me Levar                     | - Martinho da Vila - Da Roça e da Cidade - Cláudio Jorge - Coisa de Chefe - Riachão - Humanenochum - Nelson Sargento - Flores em Vida |                |
| 2003           | Alcione             | Ao Vivo                                   | - Leandro Braga - Primeira Dama - A Música De Dona Ivone Lara - Teresa Cristina & Grupo Semente - A Música de Paulinho da Viola - Martinho da Vila - Voz e Coração - Jair Rodrigues - Intérprete                                                                |                |
| 2004           | Nana, Dori e Danilo | Para Caymmi. De Nana, Dori e Danilo       | - Jorge Aragão - Da Noite pro Dia - Monarco - Uma História do Samba - Zeca Pagodinho - Acústico MTV - Velha Guarda do Salgueiro - Velha Guarda do Salgueiro |                |
| 2005           | Martinho da Vila    | Brasilatinidade                           | - Jorge Aragão - Ao Vivo 3 - Beth Carvalho - A Madrinha do Samba ao Vivo Convida - Wilson das Neves - Brasão de Orfeu - Nei Lopes - Partido do Cubo - Zeca Pagodinho - À Vera                                                                                   |                |
| 2006           | Marisa Monte        | Universo ao Meu Redor                     | - Alcione - Uma Nova Paixão - Ao Vivo - Martinho da Vila - Brasilatinidade - Ao Vivo - Demônios da Garoa - Ao Vivo - Jair Rodrigues - Alma Negra |                |
| 2007           | Zeca Pagodinho      | Acústico MTV: Zeca Pagodinho 2 - Gafieira | - Jorge Aragão - E Aí? - Beth Carvalho - 40 Anos de Carreira: Ao Vivo no Theatro Municipal Vol. 2 - Martinho da Vila - Do Brasil e do Mundo - Mart'nália - Ao Vivo em Berlim                                                                                    |                |
| 2008           | Paulinho da Viola   | Acústico MTV                              | - Beth Carvalho - Canta o Samba da Bahia - Ao Vivo - Arlindo Cruz - Sambista Perfeito - Luiz Melodia - Estação Melodia |                |
| 2008           | Maria Rita          | Samba Meu                                 | - Beth Carvalho - Canta o Samba da Bahia - Ao Vivo - Arlindo Cruz - Sambista Perfeito - Luiz Melodia - Estação Melodia |                |
| 2009           | Martinho da Vila    | O Pequeno Burguês                         | - Arlindo Cruz - MTV Ao Vivo - Exaltasamba - Ao Vivo na Ilha da Magia - Harmonia do Samba - Romântico - Ao Vivo - Inimigos da HP - Ao Vivo em Zoodstock - Zeca Pagodinho - Uma Prova de Amor                                                                    |                |
| Década de 2010 |                     |                                           | |                |
| 2010           | Diogo Nogueira      | Tô Fazendo a Minha Parte                  | - Alcione - Acesa - Martinho da Vila - Poeta da Cidade: Martinho Canta Noel - Grupo Revelação - Ao Vivo no Morro - Monobloco - Monobloco 10 - Zeca Pagodinho - Uma Prova de Amor ao Vivo                                                                        |                |
| 2011           | Exaltasamba         | 25 Anos Ao Vivo                           | - Martinho da Vila - Filosofia de Vida - Fundo de Quintal - Nossa Verdade - Diogo Nogueira - Sou Eu - Ao Vivo - Zeca Pagodinho - Vida da Minha Vida |                |
| 2012           | Emílio Santiago     | Só Danço Samba                            | - Emílio Santiago - Só Danço Samba - Ao Vivo - Alcione - Duas Faces - Ao Vivo na Mangueira - Sorriso Maroto - 15 Anos - Ao Vivo - Thiaguinho - Ousadia & Alegria                                                                                                | [ 4 ]          |
| 2012           | Beth Carvalho       | Nosso Samba Tá Na Rua                     | - Emílio Santiago - Só Danço Samba - Ao Vivo - Alcione - Duas Faces - Ao Vivo na Mangueira - Sorriso Maroto - 15 Anos - Ao Vivo - Thiaguinho - Ousadia & Alegria                                                                                                | [ 4 ]          |
| 2013           | Alexandre Pires     | Eletrosamba                               | - Diogo Nogueira - Ao Vivo em Cuba - Zeca Pagodinho - Multishow ao Vivo: 30 Anos - Vida Que Segue - Vários Artistas - Sambabook Martinho da Vila - Dora Vergueiro - Dora Vergueiro                                                                              | [ 6 ]          |
| 2014           | Maria Rita          | Coração a Batucar                         | - Alcione - Eterna Alegria Ao Vivo - Martinho da Vila - Enredo - Paula Lima - O Samba é do Bem - Diogo Nogueira - Mais Amor | [ 7 ]          |
| 2015           | Fundo de Quintal    | Só Felicidade                             | - Nilze Carvalho - Verde Amarelo Negro Anil - Arlindo Cruz - Herança Popular - Mart'nália - Em Samba! Ao Vivo - Diogo Nogueira e Hamilton de Holanda - Bossa Negra - Zeca Pagodinho - Ser Humano - Sorriso Maroto - Sorriso Eu Gosto - Ao Vivo No Maracanãzinho | [ 8 ] [ 9 ]    |
| 2016           | Martinho da Vila    | De Bem Com a Vida                         | - Eduardo Gudin - Notícias Dum Brasil 4 - Corina Magalhães - Tem Mineira no Samba - Rogê e Arlindo Cruz - Na Veia - Vários Artistas - Sambas Para Mangueira | [ 10 ] [ 11 ]  |
| 2017           | Mart'nália          | + Misturado                               | - Luciana Mello - Na Luz do Samba - Diogo Nogueira - Alma Brasileira - Roberta Sá - Delírio no Circo - Vários Artistas - Samba Book - Jorge Aragão | [ 12 ]         |
| 2018           | Maria Rita          | Amor e Música                             | - Martinho da Vila - Alô Vila Isabeeeel!!! - Ferrugem - Prazer, Eu Sou Ferrugem - Diogo Nogueira - Munduê - Thiaguinho -Só Vem! Ao Vivo | [ 13 ] [ 14 ]  |
| 2019           | Mart'nália          | Mart'nália Canta Vinicius de Moraes       | - Nego Álvaro - Canta Sereno e Moa - Monarco - De Todos os Tempos - Péricles - Em Sua Direção - Anaí Rosa - Anaí Rosa Atraca Geraldo Pereira'nália | [ 15 ]         |
| Década de 2000 |                     |                                           | |                |
| 2020           | Cláudio Jorge       | Samba Jazz de Raiz, Cláudio Jorge 70      | - Maria Bethânia - Mangueira - A Menina dos Meus Olhos - Martinho da Vila - Martinho 8.0 - Bandeira da Fé: Um Concerto Pop-Clássico - Moacyr Luz & Samba do Trabalhador - Fazendo Samba - Zeca Pagodinho - Mais Feliz                                           | [ 16 ]         |
| 2021           | Paulinho da Viola   | Sempre Se Pode Sonhar                     | - Martinho da Vila – Rio: Só Vendo a Vista - Nei Lopes, Projeto Coisa Fina e Guga Stroeter – No Pagode Black Tie - Diogo Nogueira – Samba de Verão - Lucas Mayer (produtor) – Onze (Músicas Inéditas de Adoniran Barbosa)                                       | [ 17 ] [ 18 ]  |
| 2022           | Ludmilla            | Numanice #2                               | - Nego Álvaro – Bons Ventos - Martinho da Vila – Mistura Homogênea - Alfredo Del-Penho, João Cavalcanti, Moyseis Marques e Pedro Miranda – Desengaiola - Péricles – Céu Lilás                                                                                   |                |
| 2023           | Martinho da Vila    | Negra Ópera                               | - Mumuzinho — Resenha do Mumu - Maria Rita — Desse Jeito - Roberta Sá — Sambasá - Thiaguinho — Meu Nome é Thiago André (Ao Vivo) | [ 19 ] [ 20 ]  |
| 2024           | Xande de Pilares    | Xande canta Caetano                       | - Alcione 50 anos (Ao Vivo) – Alcione - Iboru – Marcelo D2 - Tardezinha Pela Vida Inteira (Ao Vivo) – Thiaguinho - Subúrbio (Ao Vivo) – Tiee | [ 21 ]         |

## Resumo

### Múltiplas vitórias
- Zeca Pagodinho – 4 vitórias
- Martinho da Vila – 4 vitórias
- Maria Rita – 3 vitórias
- Mart'nália – 2 vitórias
- Paulinho da Viola – 2 vitórias

### Múltiplas indicações
- Martinho da Vila – 16
- Zeca Pagodinho – 12
- Diogo Nogueira – 8
- Alcione – 6
- Beth Carvalho – 5
- Arlindo Cruz – 4
- Maria Rita – 4
- Mart'nália – 4
- Jair Rodrigues – 3
- Jorge Aragão – 3
- Thiaguinho – 3
- Cláudio Jorge – 2
- Exaltasamba – 2
- Harmonia do Samba – 2
- Nei Lopes – 2
- Péricles – 2
- Paulinho da Viola – 2
- Roberta Sá – 2
- Sorriso Maroto – 2